# Closed Mondays
Closed Mondays é um filme de animação em curta-metragem estadunidense de 1974 dirigido e escrito por Bob Gardiner e Will Vinton. Venceu o Oscar de melhor curta-metragem de animação na edição de 1975.